# Pseudidarnes flavicollis
Pseudidarnes flavicollis är en stekelart som beskrevs av Boucek 1988. Pseudidarnes flavicollis ingår i släktet Pseudidarnes och familjen fikonsteklar.
Artens utbredningsområde är Papua Nya Guinea. Inga underarter finns listade i Catalogue of Life.